# The Edinburgh Gazette
The Edinburgh Gazette är en av den brittiska regeringens officiella tidningar, där lagstiftning samt förvaltningsrättsliga och offentligrättsliga beslut gällande Storbritannien och riksdelen Skottland kungörs. Dess systertidningar är The London Gazette och The Belfast Gazette, som publicerar motsvarande innehåll för Storbritannien samt riksdelarna England och Wales respektive riksdelen Nordirland. 

## Innehåll
Tidningen innehöll från början både offentliga kungörelser och nyhetsredovisning. Idag utgörs innehållet nästan uteslutande av olika former av författningsreglerade tillkännagivanden. Sammantaget finns över 450 kategorier av notiser, fördelade på kungahuset och de kungliga ordnarna, regeringen, den skotska regeringen, Storbritanniens parlament, det Skotska parlamentet, statliga utnämningar, transportsektorn, samhällsplanering, hälsa, miljö, vatten, obeståndsrätt och bolagsrätt.   Under 2020 har antalet kategorier inom hälsa ökat kraftigt, till följd av en mängd kungörelser som relaterar till coronaviruspandemin. 

## Utgivning
The Edinburgh Gazette ges ut tisdagar och fredagar av The National Archives, men det är The Crown Agent vid skotska åklagarmyndigheten Crown Office and Procurator Fiscal Service som är ytterst ansvarig för publikationen. Tidningen trycks och ges ut digitalt av The Stationery Office, ett företag som bildades 1996 genom att tryckeridelen av Her Majesty's Stationery Office privatiserades. Materialet publiceras under Crown copyright (ung. statlig upphovsrätt). Merparten av materialet kan läsas på webbplatsen The Gazette, som är gemensam för de tre tidningarna.
Tidningen utkom för första gången 20 oktober 1699, med perioder av utgivning fram till 1793. Sedan dess har the Edinburgh Gazette utkommit regelbundet. Den första utgåva som digitaliserats är från 1796. 